# Saladin
Saladin (1138, Tikrít – 4. března 1193, Damašek; kurdsky: Selahadîne Eyubî; arabsky: Saláh ad-Dín Júsuf ibn Ajjúb; صلاح الدين يوسف ابن ايوب) byl kurdský muslim a vojenský velitel, který žil ve 12. století. Založil dynastii Ajjúbovců, která vládla v Egyptě a Sýrii. Na západě je znám jako „Saladin“, což vzniklo z laqabu, čestného jména Saláh ad-Dín, které lze přeložit jako „Zbožný“.
Saladin byl původně ve službách Núr ad-Dína, ale postupně se mu podařilo ovládnout značnou část Zengíovské říše a sjednotit muslimy proti křižákům v Levantě. V roce 1187 zlomil moc křižáckých států v bitvě u Hattínu a přinutil ke kapitulaci Jeruzalém. Na jeho znovudobytí vyhlásil papež Řehoř VIII. třetí křížovou výpravu (1189–92), které se zúčastnili nejslavnější západoevropští panovníci. Později uzavřel s křesťanskými státy smlouvy, které umožňovaly poutníkům Svaté město navštěvovat. Pro svou statečnost a vojenskou zdatnost, jakož i ušlechtilost je uznáván v křesťanských i muslimských zemích.

## Cesta k moci
Saladin se narodil v kurdské rodině Nadžmuddína Ajjúba, guvernéra Baalbeku, ale na výchovu byl poslán ke svému strýci Šírkúhovi, který byl důstojníkem na dvoře Núruddína, guvernéra Sýrie. Ten bojoval proti fátimovskému chalífátu o nadvládu nad Egyptem, díky čemuž se Saladin v roce 1169 mohl stát jedním z egyptských vezírů. Měl bránit Egypt před výpady křižáků z jeruzalémského království, což byla velmi náročná role vzhledem k jeho nepříliš silné pozici. Nakonec se mu podařilo fakticky ovládnout celou egyptskou říši, přestože formálně stále podléhal Núruddínovi. V této funkci zrevitalizoval tehdejší egyptskou ekonomiku a zreorganizoval celou armádu.

## Saladinova vláda

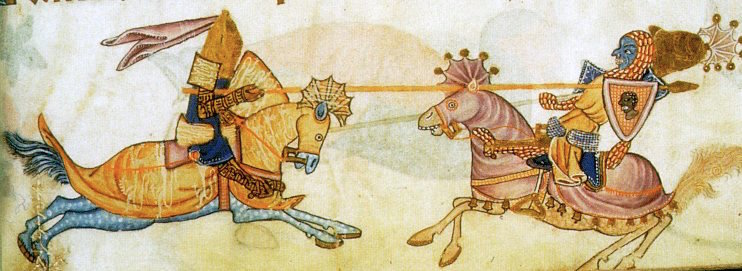
Tzv. "souboj Saladina s Richardem Lví srdce u Jaffy" (ve skutečnosti nedošlo k jejich osobnímu střetnutí). Vyobrazení v žaltáři ze 14. století

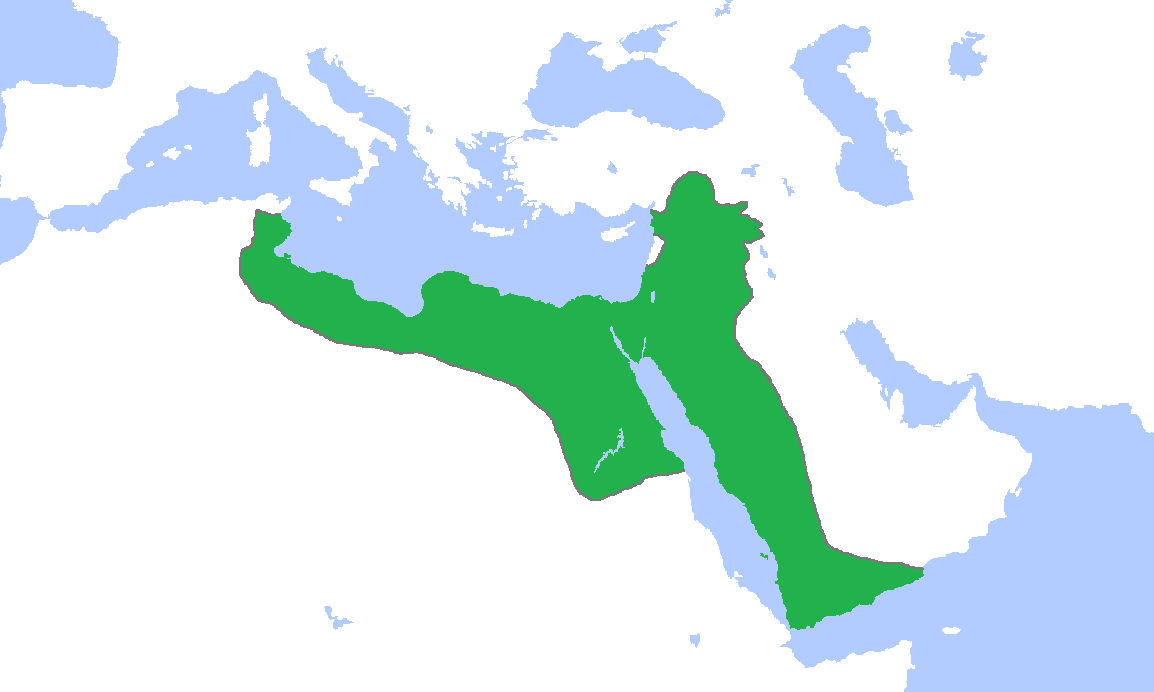
Ajjúbovský sultanát r. 1188

Po smrti Núr ad-Dína (Núruddína) (1174) se Saladin prohlásil sultánem a začal samostatnou politiku. Tato politika byla postavena na expanzivních vojenských akcích, nejprve proti menším okolním muslimským státům, a poté již proti křižákům. Dokud postupoval proti muslimským státům, využíval
Křižácké státy jako nárazníkové pásmo proti Núr ad-Dínově Sýrii. Po ovládnutí Sýrie se oženil s Núruddínovou vdovou, čímž stvrdil legitimitu své vlády a začal boje s křižáky.
Osobním lékařem Saladína byl židovský filozof Moše ben Maimon (Maimonides). Saladín jej jmenoval představeným všech egyptských Židů.
V bojích s křižáky byl relativně úspěšný až do 25. listopadu 1177, kdy utrpěl těžkou porážku v bitvě u Montgisardu. O deset let později (4. července 1187) dokázal rozdrtit křižáckou armádu v bitvě u Hattínu a krátce poté, 2. října 1187 dobyl Jeruzalém. Jeruzalém se tak po 88 letech vlády křižáků dostal do muslimských rukou. Po dobytí Jeruzaléma dobyl i většinu křižáckých hradů a pevností (krom. Tyru). To vyvolalo třetí křížovou výpravu, kdy se král Richard Lví srdce pokusil dobýt Jeruzalém zpět. Mezi těmito dvěma muži panoval zvláštní vztah. Ač proti sobě bojovali, chovali k sobě vzájemně velkou úctu. Například v bitvě u Jaffy, když pod Richardem zemřel kůň, mu Saladin poslal nového. Richard Lví srdce sice nebyl schopen dobýt Jeruzalém, ale Saladin si uvědomil, že dlouhodobě není schopen vést takovouto válku, proto roku 1192 došlo k uzavření příměří a dohody z Ramly, která zajišťovala volný přístup křesťanským poutníkům do města. Tato dohoda byla výhodná pro obě strany, protože křesťanům zůstaly zachovány některé palestinské přístavy a Saladin vrátil svaté křesťanské relikvie. Kompromis umožnil křesťanským poutníkům navštěvovat boží hrob a další svatá místa v Jeruzalémě, Saladin se tak zbavil nebezpečného protivníka, protože zbylá území křižáckých států byla jen pouhým stínem jejich moci před bitvou u Hattínu.
O rok později Saladin zemřel, podle jedné legendy se po otevření jeho pokladnice, aby z ní byl financován pohřeb, zjistilo, že téměř všechny své peníze rozdal potřebným. Saladinovo tělo bylo pohřbeno v umajjovské mešitě v Damašku.
Saladínova vláda směřovala k zajištění říše i po stránce její jednoty. Věnoval pozornost nejen organizaci správy a vojska, ale také posílení kulturní sounáležitosti vlastního území, proto bývá považován za jednoho z nejvýznamnějších příznivců islámské vědy a kultury. Tyto kroky tuto říši stabilizovaly, a tak svým nástupcům přenechal stabilní a prosperující říši.